# إجاص بوفيه
إجاص بوفيه (الاسم العلمي:Pyrus bovei) هو نوع غير مؤكد من النباتات يتبع جنس الإجاص من الفصيلة الوردية. سمي هذا النوع نسبةً إلى عالم النبات اللوكسمبورغي نيكولا بوفيه.

## الموئل والانتشار
موطنه بلاد الشام وتركيا.